# Ligne Chūō (métro d'Osaka)
La ligne Chūō (中央線, Chūō-sen) est une ligne du métro d'Osaka au Japon. Elle relie la station de Yumeshima à celle de Nagata. La ligne est également appelée ligne 4 et sur les cartes, sa couleur est verte et est identifiée avec la lettre C.
La ligne Chūō a la particularité d'être en correspondance avec toutes les autres lignes du métro d'Osaka.

## Histoire
La ligne Chūō est inaugurée le 11 décembre 1961 entre Ōsakakō et Bentenchō. Le 31 octobre 1964, la ligne est prolongée à Hommachi. Le 29 juillet 1968, le tronçon Morinomiya - Fukaebashi est mis en service avant d'être raccordé au reste de la ligne le 6 décembre 1969. Le 5 avril 1985, la ligne arrive à Nagata.
Le 1er juillet 2005, la ligne Chūō incorpore la ligne OTS Technoport entre Ōsakakō et Cosmosquare.
Depuis le 1er avril 2018, la ligne n'est plus exploitée par le Bureau municipal des transports d'Osaka mais par la compagnie privée Osaka Metro.
En décembre 2018, Osaka Metro annonce que 15 gares de la ligne Midōsuji et de la ligne Chūō seront rénovées pour l'exposition universelle de 2025; 30 milliards de yens sont affectés à ce projet. La ligne est prolongée jusqu’à l’île Yumeshima, site de l'exposition, et la station Yumeshima est inaugurée le 19 janvier 2025.
En janvier 2023, Osaka Metro annonce que des trains d'un nouveau modèle (la série 400) rouleront sur la ligne Chūō à partir d'avril 2023.

## Caractéristiques

### Ligne
- Écartement : 1 435 mm
- Alimentation : 750 V par troisième rail
- Vitesse maximale : 70 km/h

### Tracé
Longue de 21,1 km, la ligne traverse Osaka d'ouest en est en passant par les arrondissements de Konohana, Suminoe, Minato, Nishi, Chūō et Higashinari, puis elle dessert la ville de Higashiōsaka.
|  |

### Interconnexion
À Nagata, la ligne est interconnectée avec la ligne Kintetsu Keihanna pour des services jusqu'à la gare de Gakken Nara-Tomigaoka.

### Liste des stations
La ligne Chūō comporte 15 stations, identifiées de C09 à C23.
| Numéro | Station                            | Nom japonais        | Distance (km) | Correspondances                                                              | Arrondissement et ville | Arrondissement et ville |
| ------ | ---------------------------------- | ------------------- | ------------- | ---------------------------------------------------------------------------- | ----------------------- | ----------------------- |
| C09    | Yumeshima                          | 夢洲                | 0             |                                                                              | Konohana                | Osaka                   |
| C10    | Cosmosquare                        | コスモスクエア      | 3,2           | Métro d'Osaka : Nankō Port Town                                              | Suminoe                 | Osaka                   |
| C11    | Osakako (Tempozan)                 | 大阪港 （天保山）   | 5,6           |                                                                              | Minato                  | Osaka                   |
| C12    | Asashiobashi                       | 朝潮橋              | 7,1           |                                                                              | Minato                  | Osaka                   |
| C13    | Bentencho                          | 弁天町              | 8,7           | JR West : ligne circulaire d'Osaka                                           | Minato                  | Osaka                   |
| C14    | Kujo                               | 九条                | 10,0          | Hanshin : Namba                                                              | Nishi                   | Osaka                   |
| C15    | Awaza                              | 阿波座              | 11,5          | Métro d'Osaka : Sennichimae                                                  | Nishi                   | Osaka                   |
| C16    | Honmachi (Semba-nishi)             | 本町 （船場西）     | 12,6          | Métro d'Osaka : Midōsuji, Yotsubashi                                         | Chūō                    | Osaka                   |
| C17    | Sakaisuji-Hommachi (Semba-higashi) | 堺筋本町 （船場東） | 13,3          | Métro d'Osaka : Sakaisuji                                                    | Chūō                    | Osaka                   |
| C18    | Tanimachi 4-chome                  | 谷町四丁目          | 14,3          | Métro d'Osaka : Tanimachi                                                    | Chūō                    | Osaka                   |
| C19    | Morinomiya                         | 森ノ宮              | 15,6          | Métro d'Osaka : Nagahori Tsurumi-ryokuchi JR West : ligne circulaire d'Osaka | Chūō                    | Osaka                   |
| C20    | Midoribashi                        | 緑橋                | 16,8          | Métro d'Osaka : Imazatosuji                                                  | Higashinari             | Osaka                   |
| C21    | Fukaebashi                         | 深江橋              | 17,9          |                                                                              | Higashinari             | Osaka                   |
| C22    | Takaida                            | 高井田              | 19,3          | JR West : Osaka Higashi                                                      | Higashiōsaka            | Higashiōsaka            |
| C23    | Nagata                             | 長田                | 21,1          | Kintetsu : Keihanna (interconnexion)                                         | Higashiōsaka            | Higashiōsaka            |

## Matériel roulant
La ligne Chūō est parcourue par les modèles suivant :

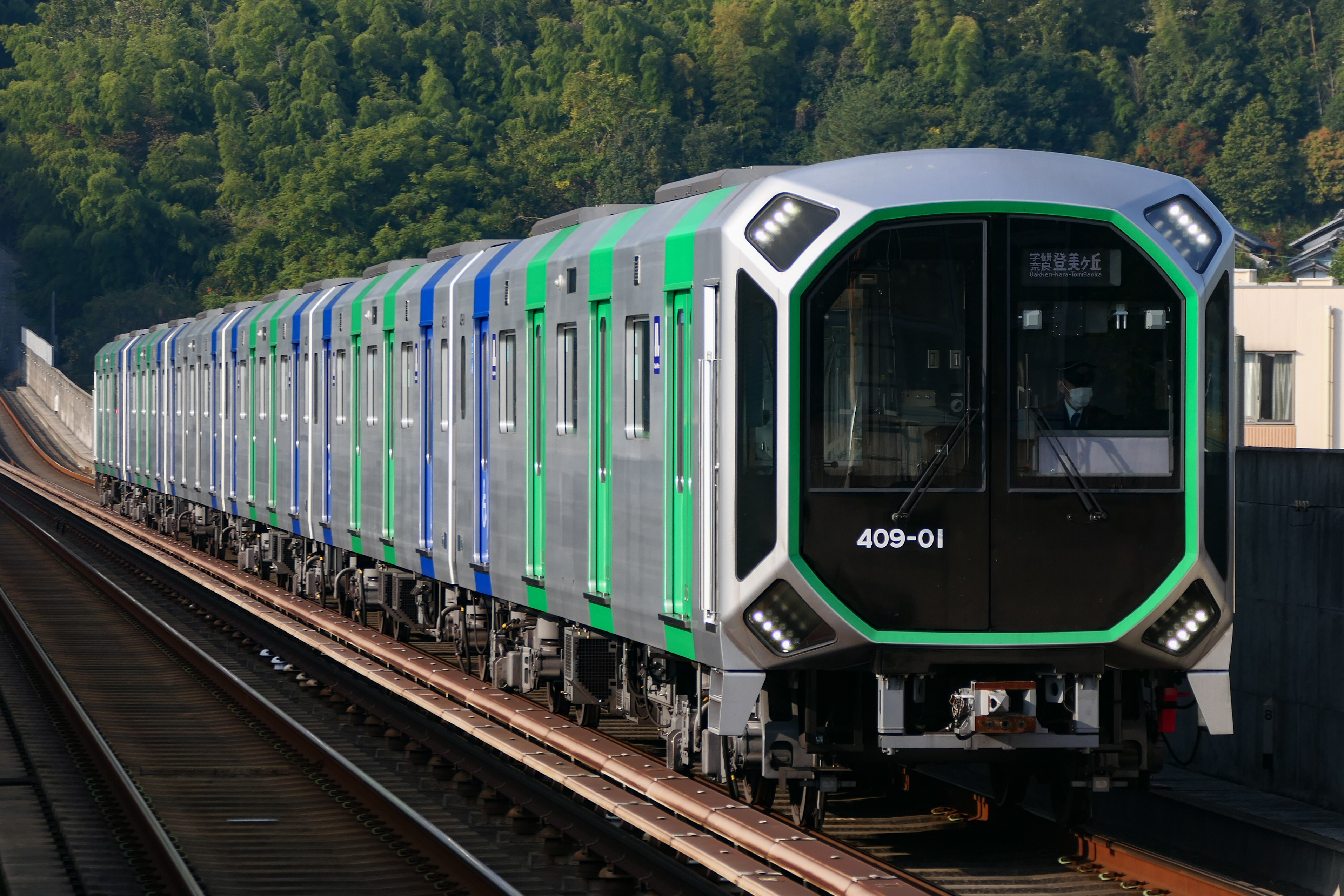
Série 400
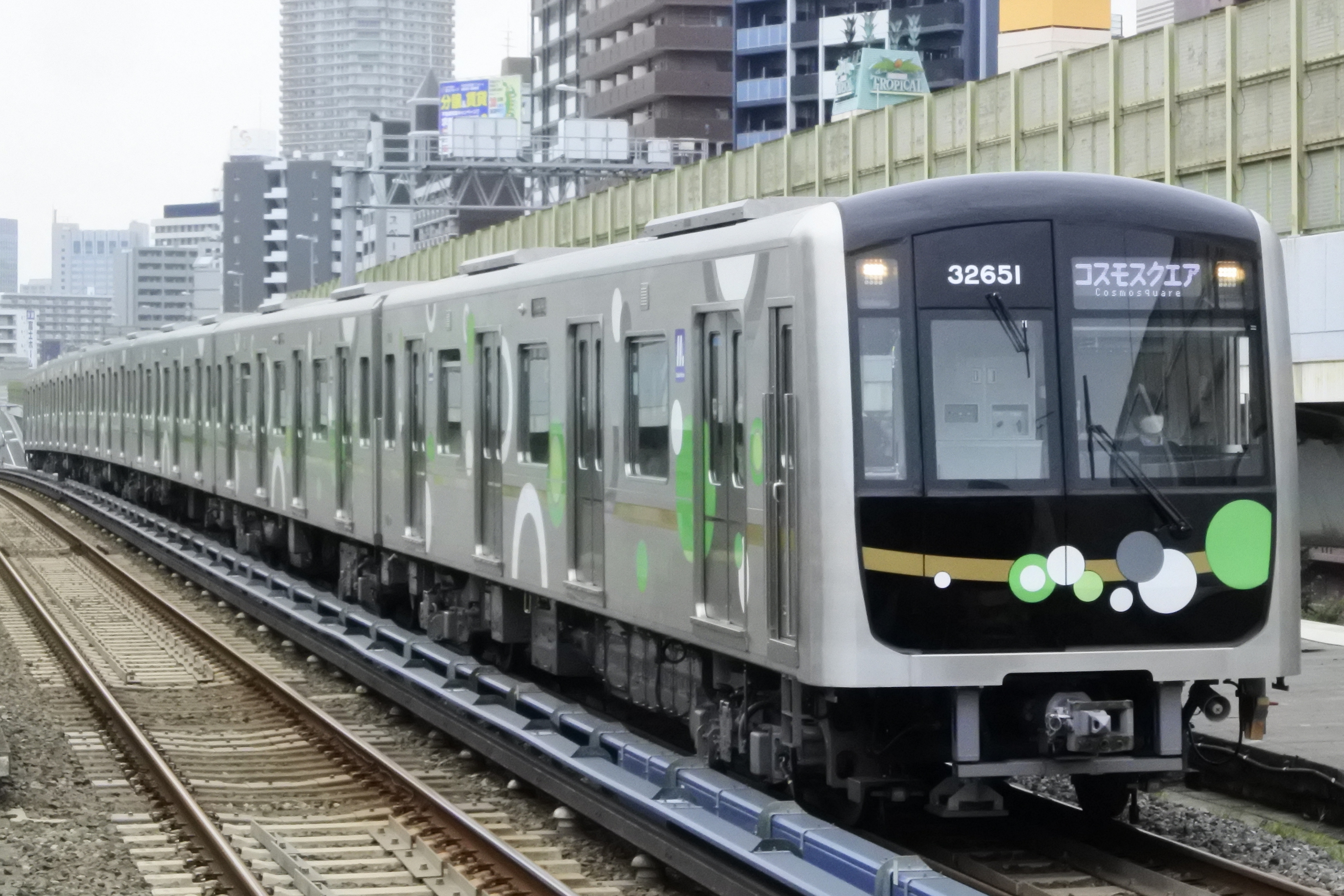
Série 30000A
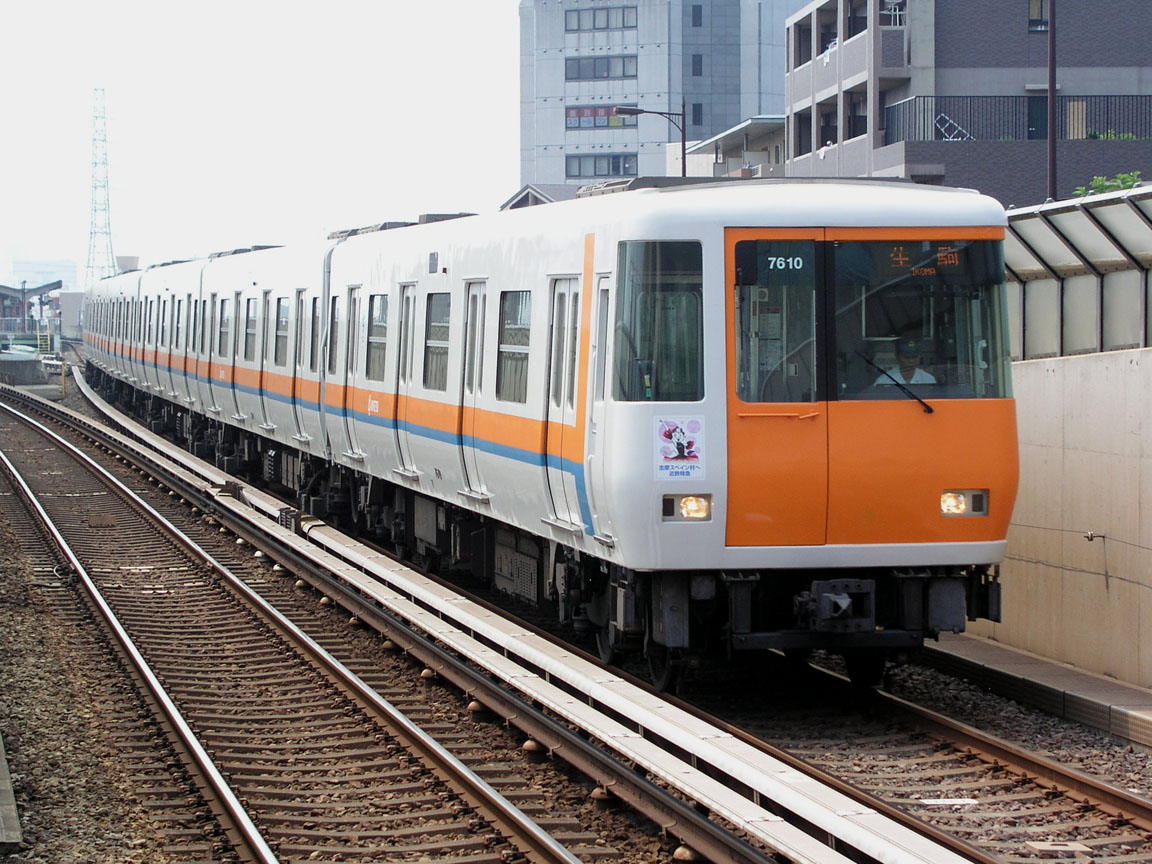
Kintetsu série 7000/7020